# Brotherhood of Blood
Brotherhood of Blood là một bộ phim kinh dị sản xuất năm 2007 với các diễn viên Jason Connery, Victoria Pratt, Sid Haig và Ken Foree. Bộ phim chiếu đầu tiên trên thế giới ở Sitges Film Festival uy tín ở Sitges, Tây Ban Nha tháng mười 2007.
Cho việc phát hành tại Mỹ và Canada nhãn Ghosthouse Underground của Sam Raimi đã láy bọ phim. Nó được phát hành trên băng video ở Bắc Mỹ qua Lionsgate vào ngày 14 tháng 10 năm 2008.

## Nội dung
Phim kinh dị đáng sợ về một nhóm thợ săn ma cà rồng thâm nhật vào một tổ quỷ để cưứ một bạn.
Cô Carry Rieger kéo trái phiếu của mình. Cô thợ săn ma cà rồng chẻ phaỉ miễn phí thân mình. Cô được bảo vệ bởi một nhóm ma cà rồng và vua hùng mạnh của chúng nó tên là Pashek xích cô ở trong hầm tối. Cô biết là thời gian của mình gần hết và một đe doạ mới thậm chí còn lớn hơn so vơí bọn ma cà rồng không ngừng đến gần. Mọi thứ sẽ được quiết định tối nay.
Carri đã vượt qua một đường mòn nguy hiểm: Một người đàn ông đang trở về từ một cuộc hành trình xa xôi từ từ biến đổi thành ma cà rồng. Và ông biến đổi hơn nữa - đổi thành con quỷ cả nhữnh ma cà rồng sợ, đó là con quỷ hùng mạnh Vlad Kossel.
Các chủ quyền của những ma ca rồng đã giết chết Kossel hàng trăm năm trước đây, nhưng bây giờ ông dường nhơ đã trở về. Trong cơ thể mới của mình, ông sẽ trả thù và phá hủy tất cả mọi thứ đứng trong cách. Chỉ có một người thợ săn có thể ngăn chăn ông …

## Diễn viên
- Jason Connery là Keaton
- Victoria Pratt là Carrie Rieger
- Sid Haig là Pashek
- Ken Foree là Stanis
- William Snow là Thomas
- Wes Ramsey là Fork
- Jeremy Kissner là Derek
- Rachel Grant là Jill
- Marc Ian Sklar là Torreck